# Arno Wallaard Memorial
L'Arno Wallaard Memorial est une course cycliste néerlandaise disputée dans l'Alblasserwaard, en Hollande-Méridionale. Créé en 1984 par le Rennersclub Jan van Arckel sous le nom d'Omloop Alblasserwaard (Circuit de l'Alblasserwaard), c'est alors une épreuve amateurs. De 2004 à 2006, il est réservé aux coureurs de catégorie espoirs.
En 2007, la course devient l'Arno Wallaard Memorial, en hommage à Arno Wallaard, ancien membre du RC Jan van Arckel et mort à 26 ans l'année précédente. L'Arno Wallaard Memorial a intégré l'UCI Europe Tour en 2009, en catégorie 1.2. Il est par conséquent ouvert aux équipes continentales professionnelles néerlandaises, aux équipes continentales, à des équipes nationales et à des équipes régionales ou de clubs. Les UCI WorldTeams (première division) ne peuvent pas participer.
L'édition 2020 est annulée en raison de la pandémie de maladie à coronavirus.

## Palmarès
| Année     | Vainqueur             | Deuxième             | Troisième                |
| --------- | --------------------- | -------------------- | ------------------------ |
| 1984      | Arie Overbeeke        | Kees Kolsteeg        | John de Vries            |
| 1985      | Arie Overbeeke        | Mathieu Hendriks     | Harrie Deelen            |
| 1986      | Patrick Bol           | Eric Nieuwerth       | Kees Hopmans (nl)        |
| 1987      | John de Crom          | Rene Beuzenkamp      | Wim Otte                 |
| 1988      | Jos Gevers            | Rene Beuzenkamp      | Peter Hogervorst         |
| 1989      | Allard Engels         | Johan Melsen         | Godert de Leeuw          |
| 1990      | Ton Zwirs             | Marc den Hoed        | Casper van der Meer (nl) |
| 1991      | Herman Woudenberg     | Ben van Leijen       | Desi Schilperoord        |
| 1992      | Max van Heeswijk      | Henk Schipper        | Ron Houtop               |
| 1993      | Stefan van Teijlingen | Dave van de Watering | Piet Eikelenboom         |
| 1994      | Leon Rotteveel        | Peter Voshol         | Tommy Post               |
| 1995      | Tommy Post            | Jan Goedendorp       | Pieter Stenger           |
| 1996      | Niels Harms           | Christian Back       | Tom Hoedemakers          |
| 1997      | Corné Castein         | Ben van Leijen       | Jacco Konijn             |
| 1998      | Edwin Hofstee         | Andries van Reek     | Adri Frijters            |
| 1999      | Arno Wallaard         | Rob Sienders         | Peter Voshol             |
| 2000      | Herold Dat            | Jurgen van Pelt      | Ad van den Boogaard      |
| 2001      | Peter van Agtmaal     | Jurgen van Pelt      | Mathieu Heijboer         |
| 2002      | Berry Hoedemakers     | Arthur Farenhout     | Paul van Schalen         |
| 2003      | Rob Koole             | Boudewijn de Graaff  | Nico Vuurens             |
| 2004      | Ger Soepenberg        | Marcel Beima         | Edwin Kompier            |
| 2005      | Gideon de Jong        | Thomas Berkhout      | Cornelius van Ooijen     |
| 2006      | Dennis van Winden     | Dirk Bellemakers     | Bauke Mollema            |
| 2007      | Denis Flahaut         | Fulco van Gulik (nl) | Lieuwe Westra            |
| 2008      | Cornelius van Ooijen  | Sebastian Frey       | Erik van Lakerveld       |
| 2009      | Lieuwe Westra         | Eric Baumann         | Kenny van Hummel         |
| 2010      | Stefan van Dijk       | Kenny van Hummel     | Denis Flahaut            |
| 2011      | Arne Hassink (nl)     | René Hooghiemster    | Mark Schreurs            |
| 2012      | Dylan van Baarle      | Jesper Asselman      | Daan Meijers             |
| 2013      | Coen Vermeltfoort     | Mike Teunissen       | Sean De Bie              |
| 2014      | Edvin Wilson          | Thomas Stewart       | Umberto Atzori           |
| 2015      | Jasper Bovenhuis      | Wouter Mol           | Twan Castelijns          |
| 2016      | Maarten van Trijp     | Elmar Reinders       | Nicolai Brøchner         |
| 2017      | Timothy Stevens       | Sjoerd Kouwenhoven   | René Hooghiemster        |
| 2018      | Joshua Huppertz       | Cees Bol             | Dion Beukeboom           |
| 2019      | Alexandar Richardson  | Matthew Walls        | Gianni Marchand          |
| 2020-2021 | annulé                | annulé               | annulé                   |
| 2022      | Elmar Reinders        | Maikel Zijlaard      | Tobias Kongstad          |
| 2023      | Rasmus Bøgh Wallin    | Coen Vermeltfoort    | Mārtiņš Pluto            |
| 2024      | Pete Uptegrove        | Jens van den Dool    | Bert-Jan Lindeman        |